# Skršice
Skršice (německy Skerschitz) jsou malá vesnice a část obce České Meziříčí v okrese Rychnov nad Kněžnou v Královéhradeckém kraji. Nachází se asi 2,5 kilometru západně od Českého Meziříčí. Skršice jsou také název katastrálního území o rozloze 4,29 km². V katastrálním území Skršice leží i Tošov.

## Historie
Roku 1476 potvrdil král Vladislav II. vlastnictví vesnice Alešovi a Janovi Vlkům z Konecchlumí.

## Obyvatelstvo
| Rok            | 1869 | 1880 | 1890 | 1900 | 1910 | 1921 | 1930 | 1950 | 1961 | 1970 | 1980 | 1991 | 2001 | 2011 | 2021 |
| -------------- | ---- | ---- | ---- | ---- | ---- | ---- | ---- | ---- | ---- | ---- | ---- | ---- | ---- | ---- | ---- |
| Počet obyvatel | 219  | 240  | 229  | 240  | 235  | 234  | 213  | 153  | 141  | 135  | 105  | 95   | 89   | 100  | 114  |
| Počet domů     | 39   | 41   | 41   | 44   | 46   | 46   | 50   | 53   | 63   | 44   | 37   | 46   | 49   | 51   | 50   |

## Obecní správa
Při sčítání lidu v letech 1869–1980 Skršice byly samostatnou obcí, se kterým patřily nejprve do okresu Nové Město nad Metují (v letech 1900–1930 Nové Město), ale v roce 1950 v okrese Dobruška a od roku 1960 v okrese Rychnov nad Kněžnou. Od 1. ledna 1981 je částí obce České Meziříčí v okrese Rychnov nad Kněžnou.